# Сан Пјетро Апостоло
Сан Пјетро Апостоло (итал. San Pietro Apostolo) је насеље у Италији у округу Катанцаро, региону Калабрија.
Према процени из 2011. у насељу је живело 1463 становника. Насеље се налази на надморској висини од 767 м.

## Становништво
Према резултатима пописа становништва 2011. у општини је живело 1.778 становника.
| 1931. | 1936. | 1951. | 1961. | 1971. | 1981. | 1991. | 2001. | 2011. |
| ----- | ----- | ----- | ----- | ----- | ----- | ----- | ----- | ----- |
| 2.646 | 2.762 | 2.795 | 2.215 | 1.823 | 1.785 | 1.959 | 1.925 | 1.778 |